# Pyrnus
Pyrnus là một chi nhện trong họ Trochanteriidae.